# 장생포초등학교
장생포초등학교는 대한민국 울산광역시 남구 장생포동에 있는 초등학교다.

## 학교 연혁
- 1920년 3월 11일 울산만공립심상소학교(일본인 학교) 설립인가
- 1946년 3월 31일 장생포공립국민학교로 설립인가
- 1981년 3월 1일 병설유치원 개원(1학급)
- 1989년 3월 1일 특수학급 편성(1학급)
- 1996년 3월 1일 장생포초등학교로 개칭
- 2016년 1월 18일 아름다운 학교 가는 길 조성
- 2019년 2월 22일 제74회 졸업식(5명, 총 9724명)
- 2019년 3월 1일 본교 4학급, 유치원 1학급 편성
- 2019년 9월 1일 제35대 허명희 교장 부임
- 2020년 2월 11일 제75회 졸업식(3명, 총 9277명)
- 2020년 3월 1일 본교 5학급, 유치원 1학급 편성

## 참고 자료
- 장생포초등학교 - 한국교육학술정보원 학교알리미